# Liste der Biografien/Karv
Liste der Biografien |
Portal Biografien |
Personensuche
# |
A |
B |
C |
D |
E |
F |
G |
H |
I |
J |
K |
L |
M |
N |
O |
P |
Q |
R |
S |
T |
U |
V |
W |
X |
Y |
Z |
?
 
Ka |
Kb |
Kc |
Kd |
Ke |
Kf |
Kg |
Kh |
Ki |
Kj |
Kl |
Km |
Kn |
Ko |
Kp |
Kr |
Ks |
Kt |
Ku |
Kv |
Kw |
Ky |
Kx |
Kz
 
Kaa–Kag |
Kah |
Kai |
Kaj |
Kak |
Kal |
Kam |
Kan |
Kao |
Kap |
Kar |
Kas |
Kat |
Kau |
Kav |
Kaw |
Kay |
Kaz
 
Kara |
Karb |
Karc |
Kard |
Kare |
Karf |
Karg |
Karh |
Kari |
Karj |
Kark |
Karl |
Karm |
Karn |
Karo |
Karp |
Karr |
Kars |
Kart |
Karu |
Karv |
Karw |
Kary |
Karz
Die Liste der Biografien führt alle Personen auf, die in der deutschsprachigen Wikipedia einen Artikel haben. Dieses ist eine Teilliste mit 19 Einträgen von Personen, deren Namen mit den Buchstaben „Karv“ beginnt.

## Karv

### Karva
- Karvan, Claudia (* 1972), australische Schauspielerin
- Karvaš, Peter (1920–1999), slowakischer Schriftsteller, Dramatiker und Philosoph
- Karvay, Dalibor (* 1985), slowakischer Violinist

### Karve
- Karve, Irawati (1905–1970), indische Anthropologin, Soziologin, Autorin und Hochschullehrerin
- Karvelas, Filippos (1877–1952), griechischer Turner
- Karvelas, Konstantinos, griechischer Marathonläufer
- Karvelas, Nikos (* 1951), griechischer Songwriter und Sänger
- Karvelis, Juozas (1934–2018), litauischer Politiker
- Karvelis, Ugnė (1935–2002), litauische Übersetzerin, Kritikerin, Schriftstellerin und Botschafterin
- Karven, Ursula (* 1964), deutsche Schauspielerin und AutorinUrsula Karven (* 1964)

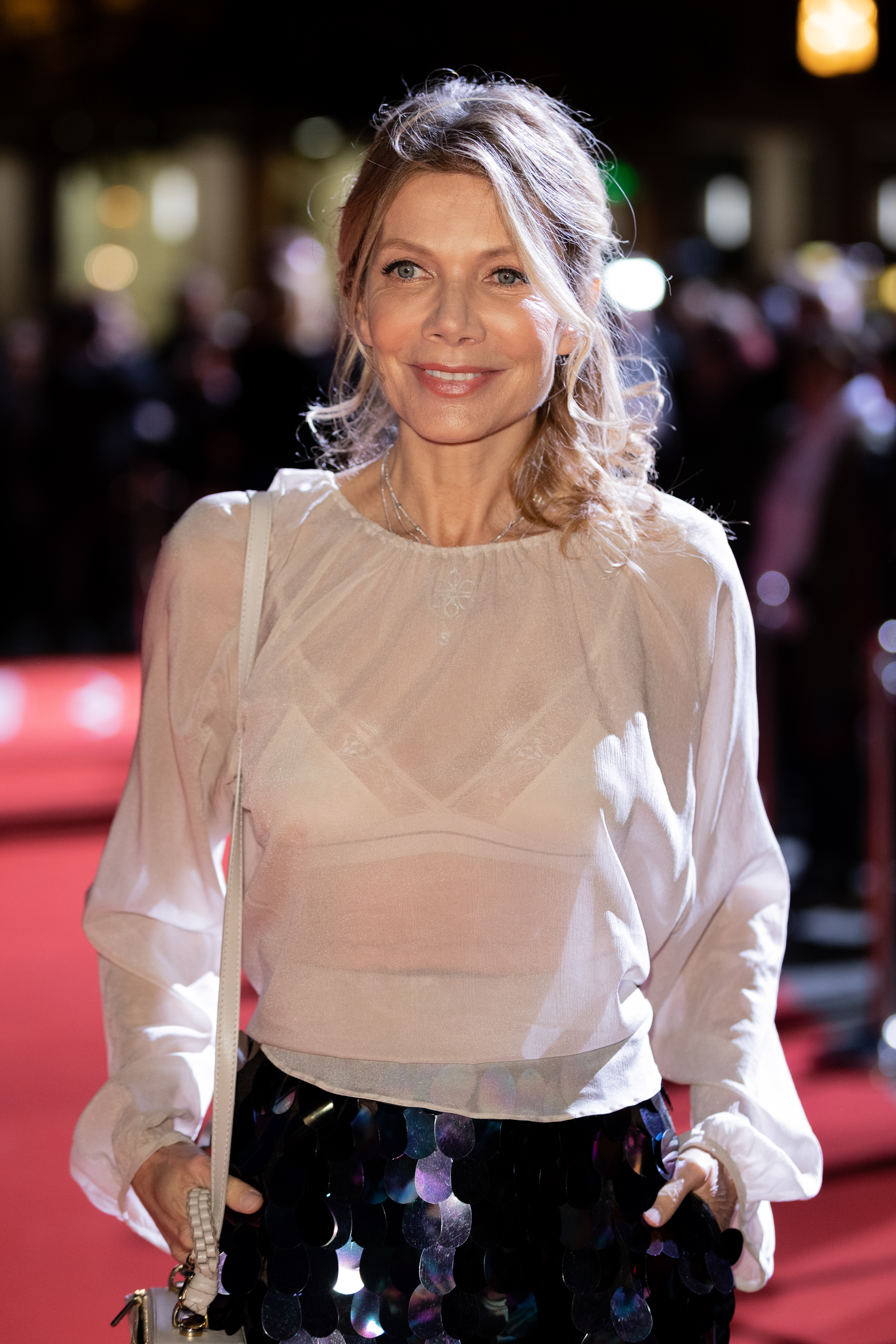
Ursula Karven (* 1964)

- Karveno, Wally (1914–2015), deutsch-französische Komponistin, Pianistin und Klavierlehrerin

### Karvi
- Karvikko, Irma (1909–1994), finnische Politikerin (Nationale Fortschrittspartei, Finnische Volkspartei, Liberale Volkspartei), Abgeordnete und Ministerin
- Karvinen, Michelle (* 1990), dänisch-finnische Eishockeyspielerin
- Karvinen, Téa (* 1966), finnische Skeletonpilotin

### Karvo
- Karvonen, Aki (* 1957), finnischer Skilangläufer
- Karvonen, Jorma (* 1949), finnischer Orientierungs- und Ski-Orientierungsläufer
- Karvonen, Pentti (1931–2022), finnischer Hindernisläufer
- Karvonen, Veikko (1926–2007), finnischer Leichtathlet
- Karvounis, Christos (* 1969), griechischer Neogräzist und Gräzist